# 苏弘
苏弘（？—前104年），西汉校尉司马，公元前112年，西汉汉武帝派10万大军分五路进攻南越国，其中一路主帅为伏波将军路博德，苏弘为其手下军官。该路军从桂阳沿湟水直下，和另一路楼船将军杨仆率领的军队在前111年会合，一起攻陷南越国都城番禺，南越国灭国。苏弘因在这场战争中生擒南越国未代君主赵建德，而被汉武帝分封为海常侯。前104年，苏弘去世，由于没有后代，侯爵无人沿袭。